# Brachiaria arida
Brachiaria arida là một loài thực vật có hoa trong họ Hòa thảo. Loài này được (Mez) Stapf mô tả khoa học đầu tiên năm 1919.